# Аи Палаци (Тревизо)
Аи Палаци (итал. Ai Palazzi) је насеље у Италији у округу Тревизо, региону Венето.
Према процени из 2011. у насељу је живело 66 становника. Насеље се налази на надморској висини од 7 м.